# BMW N62
| N62                            | N62                                                                                            |
| ------------------------------ | ---------------------------------------------------------------------------------------------- |
|                                |                                                                                                |
| Виробник:                      | BMW                                                                                            |
| Марка:                         | N62                                                                                            |
| Тип:                           | Атмосферний V8 90°                                                                             |
| Робочий об'єм:                 | - 3,6 л (3600 куб.см) - 4,0 л (4000 куб.см) - 4,4 л (4398 куб.см) - 4,8 л (4799 куб.см) см3    |
| Максимальна потужність:        | 200–390 (268–523 к.с.) кВт                                                                     |
| Максимальний обертовий момент: | 360-725 Н·м                                                                                    |
| Циліндрів:                     | 8                                                                                              |
| Клапанів:                      | 32                                                                                             |
| Хід поршня:                    | - 81,2 мм (3,20 дюйма) - 84,1 мм (3,31 дюйма) - 82,7 мм (3,26 дюйма) - 88,3 мм (3,48 дюйма) мм |
| Діаметр циліндра:              | - 84 мм (3,31 дюйма) - 87 мм (3,43 дюйма) - 92 мм (3,62 дюйма) - 93 мм (3,7 дюйма) мм          |
| Система живлення:              | пряме впорскування                                                                             |
| Охолодження:                   | рідинне охолодження                                                                            |
| Газорозподільний механізм:     | DOHC                                                                                           |
| Матеріал блоку циліндрів:      | Алюміній                                                                                       |
| Матеріал ГБЦ:                  | Алюміній                                                                                       |
| Тактність (число тактів):      | 4                                                                                              |
| Червона зона:                  | 6500 об/хв                                                                                     |
| Рекомендоване паливо:          | Бензин                                                                                         |

BMW N62 — це атмосферний бензиновий двигун V8, який використовувався в автомобілях BMW з 2001 по 2010 роки. Він також залишався в дрібносерійному виробництві для Morgan Aero до 2019 року. N62 є першим у світі двигуном, у якому використовується впускний колектор із безперервною змінною довжиною, а також першим двигуном BMW V8 із змінним підйомом клапана (так званим Valvetronic).
На відміну від попередника та наступника, у N62 не було версії M.
На конкурсі «Міжнародний двигун року» у 2002 році N62 отримав нагороду «Міжнародний двигун року», «Кращий новий двигун» і «Понад 4 літри».

## Дизайн
У порівнянні зі своїм попередником M62, N62 також має подвійний VANOS (змінні фази газорозподілу як на впускному, так і на випускному розподільних валах). Відповідно до M62, N62 має подвійні верхні розподільні вали (DOHC) з чотирма клапанами на циліндр, алюмінієвий блок двигуна, алюмінієву головку блоку циліндрів і ковані шатуни з порошкового металу. Червона зона становить 6500 об / хв.

## Версії
| Двигун | Об'єм                   | Потужність                         | Крутний момент                        | Рік      |
| ------ | ----------------------- | ---------------------------------- | ------------------------------------- | -------- |
| N62B36 | 3 600 см3 (219,7 дюйм3) | 200 кВт (268 к. с.) при 6200 об/хв | 360 Н⋅м (266 фунт⋅фут) при 3700 об/хв | 2001 рік |
| N62B40 | 4 000 см3 (244,1 дюйм3) | 225 кВт (302 к. с.) при 6300 об/хв | 390 Н⋅м (288 фунт⋅фут) при 3500 об/хв | 2005 рік |
| N62B44 | 4 398 см3 (268,4 дюйм3) | 235 кВт (315 к. с.) при 6100 об/хв | 440 Н⋅м (325 фунт⋅фут) при 3700 об/хв | 2002 рік |
| N62B44 | 4 398 см3 (268,4 дюйм3) | 245 кВт (329 к. с.) при 6100 об/хв | 450 Н⋅м (332 фунт⋅фут) при 3600 об/хв | 2004 рік |
| N62B48 | 4 799 см3 (292,9 дюйм3) | 265 кВт (355 к. с.) при 6200 об/хв | 500 Н⋅м (369 фунт⋅фут) при 3500 об/хв | 2004 рік |
| N62B48 | 4 799 см3 (292,9 дюйм3) | 261 кВт (350 к. с.) при 6300 об/хв | 475 Н⋅м (350 фунт⋅фут) при 3400 об/хв | 2005 рік |
| N62B48 | 4 799 см3 (292,9 дюйм3) | 270 кВт (362 к. с.) при 6300 об/хв | 490 Н⋅м (361 фунт⋅фут) при 3400 об/хв | 2005 рік |
| H1     | 4 398 см3 (268,4 дюйм3) | 368 кВт (493 к. с.) при 5500 об/хв | 700 Н⋅м (516 фунт⋅фут) при 3500 об/хв | 2007 рік |
| H1     | 4 398 см3 (268,4 дюйм3) | 390 кВт (523 к. с.) при 5500 об/хв | 725 Н⋅м (535 фунт⋅фут) при 4750 об/хв | 2007 рік |

### N62B36
N62B36 - має об'єм 3 600 см3 (219,7 дюйм3). Діаметр 84 мм (3,3 дюйм), а хід становить 81,2 мм (3,2 дюйм). Виробляє 200 кВт (270 к. с.) при 6200 об/хв і 360 Н⋅м (270 фунт⋅фут) при 4250 об/хв.
Застосування:
- 2001-2005 E65/E66 735i/735Li

### N62B40
N62B40 - має робочий об'єм 4 000 см3 (244,1 дюйм3). Діаметр 87 мм (3,4 дюйм), а хід становить 84,1 мм (3,3 дюйм). Він виробляє 225 кВт (302 к. с.) при 6300 об/хв і 390 Н⋅м (290 фунт⋅фут) при 3500 об/хв.
Застосування:
- 2005-2010 E60/E61 540i седан і турінг
- 2005-2008 E65/E66 740i/740Li седан

### N62B44
N62B44 - має об'єм 4 398 см3 (268,4 дюйм3). Діаметр 92 мм (3,6 дюйм), а хід становить 82,7 мм (3,3 дюйм). Він виробляє 245 кВт (329 к. с.) при 6100 об/хв і 450 Н⋅м (330 фунт⋅фут) при 3600 об/хв. (за винятком моделі X5).
Застосування:
- 2001-2005 E65/E66 745i/745Li
- 2004-2006 E53 X5 4.4i - 235 кВт (315 к. с.) при 6100 об/хв і 440 Н⋅м (325 фунт⋅фут) при 3700 об/хв
- 2003-2005 E60/E61 545i
- 2003-2007 E63/E64 645Ci
- 2005-2007 Morgan Aero 8 серії 2 і серії 3[9].

### N62B48
N62B48 має робочий об'єм 4 799 см3 (292,9 дюйм3), діаметр 93 мм (3,7 дюйм) і хід 88,3 мм (3,5 дюйм) .
Застосування - версія 261 кВт:
- 2007–2010 E70 X5 4.8i SAV

Застосування - версія 265 кВт:
- 2003–2011 Wiesmann GT MF4 / Родстер MF4
- 2004-2006 E53 X5 4.8iS SAV

Застосування - версія 270 кВт:
- 2005-2010 E60/E61 550i седан і турінг
- 2005–2010 E63/E64 650i купе та кабріолет
- 2005-2008 E65/E66 750i/750Li
- 2008–2010 Morgan Aero 8 Series 4, Series 5, Aeromax і Aero Coupe[10]
- 2010–2015 Morgan Aero SuperSports

### Альпіна Н1
H1 є версією N62B44 від Alpina H1. базується на блоці N62B44 з кованим колінчастим валом від Alpina, високоміцними поршнями Mahle і доданим відцентровим нагнітачем ASA.
Потужність - 368 кВт
- 2005-2007 в Alpina B5 (E60/E61)[12]
- 2006-2007 в Alpina B6 (E63)[13]
- 2003-2008 в Alpina B7 (E65)

Потужність - 390 кВт
- 2007-2010 в Alpina B5 S (E60/E61) [12]BMW 5 Series E60/61: ALPINA Automobiles. www.alpina-automobiles.com. Архів оригіналу за 6 жовтня 2018. Процитовано 2 грудня 2018.</ref>
- 2007-2010 в Alpina B6 S (E63) [13]